# Vigilance of Brixham
Le Vigilance of Brixham (BM 76) est un ancien chalutier (type Brixham trawler) transformé en voilier à gréement de ketch à voiles à corne. Sa coque, son pont et ses 2 mâts sont en bois. Son port d'attache actuel est Brixham (Devon) au Royaume-Uni.

Son immatriculation est : BM76 en marquage sur la grand-voile

Il est classé bateau historique depuis juin 2011 par le National Historic Ships UK  et inscrit au registre de la National Historic Fleet.

## Histoire
Ce bateau de pêche a été construit au chantier naval J.W. & A. Upham de Brixham en 1926. Il est l'un des derniers chalutiers à voiledu sud-ouest de l'Angleterre. Ce chalutier pratiqua la pêche à la perche jusqu'en 1939.

Durant la seconde guerre mondiale il fut affecté à la Royal Navy. Après la guerre il fut utilisé comme yacht privé ou voilier-école par plusieurs propriétaires.

En 1955, subit une première restauration et en 1978, une seconde En 1995 il est donné à la fondation The Vigilance of Brixham Company qui assure son entretien et le fait naviguer.
Il a participé à différentes éditions des Fêtes maritimes de Brest : Brest 2000, Brest 2004, Brest 2008 et aux Les Tonnerres de Brest 2012.